# Ivana Miličević
Ivana Miličević (souvent écrit Ivana Milicevic) est une actrice et mannequin américaine, née le 26 avril 1974 à Sarajevo en Yougoslavie.

## Biographie
Née à Sarajevo de parents bosniens catholiques, Ivana Miličević est arrivée avec sa famille aux États-Unis à l'âge de 5 ans. Elle est la sœur de Tomo Miličević, le guitariste du groupe Thirty Seconds to Mars.
Elle a débuté comme mannequin pendant ses études secondaires puis s'est installée à Los Angeles pour devenir actrice. Tout en continuant ses activités de mannequin, elle a commencé à se produire dans des cafés-théâtres. Remarquée au Comedy Store par un agent, elle s'est vu proposer son premier rôle dans Seinfeld. Elle tient par la suite des rôles secondaires dans Jerry Maguire de Cameron Crowe et Ennemi d'État de Tony Scott, puis plus importants dans Folles de lui de Mark Waters et Paycheck de John Woo. À sa filmographie se sont ajoutés Les Rênes du pouvoir de George Hickenlooper, Vanilla Sky de Cameron Crowe, Bye Bye Love de Peyton Reed, Love Actually, écrit et réalisé par Richard Curtis, et Slipstream. Elle a joué en 2005 dans Et si c'était vrai... de Mark Waters et en 2006, elle incarne Valenka dans Casino Royale. En 2008, elle est à l'affiche de Bataille à Seattle sous la direction de Stuart Townsend.
Ivana Miličević est l'une des actrices principales de la série Le Journal intime d'un homme marié. Elle a été la guest star des séries Felicity, Friends et Ugly Betty et a tourné le téléfilm Frankenstein d'après Dean Koontz.
Elle a joué le rôle féminin principal dans la série américaine Banshee de 2013 à 2016.

### Vie personnelle
Le 14 avril 2018, Ivana Miličević donne naissance à un petit garçon. Le père est Paddy Hogan, un restaurateur tenant un bar restaurant gastronomique à Dublin, en Irlande.

## Filmographie

### Cinéma
- 1996 : Jerry Maguire de Cameron Crowe : ancienne petite-amie
- 1997 : Ils veulent sa peau : Crazy Six
- 1998 : Ennemi d'État (Enemy of the State) de Tony Scott : la vendeuse de chez Ruby's (magasin de lingerie)
- 2001 : Folles de lui de Mark Waters : Roxana Milla Slasnakova (colocataire russe)
- 2001 : Vanilla Sky de Cameron Crowe : Emma
- 2003 : Paycheck de John Woo : Maya
- 2003 : Love Actually de Richard Curtis : Stacey
- 2005 : Un secret pour tous (Her Minor Thing) : Zsa Zsa
- 2005 : Et si c'était vrai... de Mark Waters : Katrina (la voisine)
- 2006 : La Peur au ventre : Mila Yugorsky
- 2006 : Casino Royale de Martin Campbell : Valenka
- 2008 : Hot Protection : Madeleine
- 2008 : Bataille à Seattle (Battle in Seattle) de Stuart Townsend : Carla
- 2008 : Columbus Day : Cheryl
- 2010 : Le Cœur de l'océan (Beneath the Blue) : Gwen
- 2011 : Coming & Going d'Edoardo Ponti : Ivana
- 2011 : (S)ex List de Mark Mylod : Jacinda
- 2011 : Full Moon Renaissance (The Howling: Reborn) de Joe Nimziki : Kathryn / Kay
- 2015 : Welcome Back (Aloha) de Cameron Crowe : Le biographe de Carson
- 2015 : The Adventures of Beatle de Katherine Brooks et Donna Robinson : Friday Green
- 2015 : Alone de Matthew Coppola : Elly
- 2016 : Catfight de Onur Tukel : Rachel

### Séries télévisées
- 1996 : Une nounou d'enfer : Tasha  (saison 4, épisode 22)
- 1998 : Felicity : Censa (saison 1, épisodes 3 et 12)
- 1999 : Nash Bridges : Chase (saison 5, épisodes 13 et 18)
- 2001 : Le Journal intime d'un homme marié : Missy
- 2002 : Buffy contre les vampires : Samantha Finn (saison 6, épisode 15)
- 2002 : Friends : Kori Weston (saison 9, épisode 17)
- 2003 : Les Experts : Miami : Jen Kemp (saison 2, épisode 18)
- 2003 : Charmed : Mist (saison 6, épisodes 1 et 2)
- 2004 : Las Vegas : Angie Logan (saison 2, épisode 11)
- 2006 : Ugly Betty : Lena (saison 1, épisodes 19 et 20)
- 2006 : Love Monkey : Julia  (saison 1)
- 2006 : Fallen : Ariel (saison 1)
- 2006 : The Unit : Ilona (saison 2, épisode 8)
- 2007 : Chuck (saison 1, épisode 12)
- 2008 : 12 Miles of Bad Road : Montserrat (saison 1)
- 2008 : Dr House : La femme en noir (saison 4, épisode 15)
- 2008 : Pushing Daisies : Hedda Lillihammer (saison 2, épisode 10)
- 2011 : Charlie's Angels : Nadia Ivanov (saison 1 épisode 1)
- 2012 : Vegas : Diane Desmond (2 épisodes)
- 2013-2016 : Banshee : Anastasia/Carrie Hopewell
- 2016 : Power : Karen Bassett (saison 3, épisodes 3, 6 - 9 et 10)
- 2016 : Gotham : Maria Kyle, la mère de Selina
- 2018-2020 : Les 100 : Charmaine Diyoza (depuis la saison 5)
- 2020 : Strike Back : Arianna Demachi (saison 8)

### Jeux vidéo
- 2008 : Command and Conquer : Alerte rouge 3 : Dasha Fedorovich[1]